# Kabinett Stelling I
Das Kabinett Stelling I bildete vom 19. Januar bis zum 7. April 1921 die Landesregierung von Mecklenburg-Schwerin.
Der Landtag des Freistaates Mecklenburg-Schwerin wählte am 14. Januar 1921 den Ministerpräsidenten und am 19. Januar 1921 die übrigen Staatsminister. Am 7. April 1921 erklärte das Staatsministerium seinen Rücktritt.
| Amt                                                         | Name                | Partei |
| ----------------------------------------------------------- | ------------------- | ------ |
| Ministerpräsident Äußeres Inneres                           | Johannes Stelling   | SPD    |
| Finanzen Landwirtschaft, Domänen und Forsten1               | Karl Petersson      | SPD    |
| Justiz                                                      | Dr. Roman Rittweger | SPD    |
| Unterricht, Kunst, geistliche- und Medizinalangelegenheiten | Rudolf Puls         | SPD    |

1 Karl Heinrich Evers wurde zum Landwirtschaftsminister gewählt, nahm das Amt aber nicht an, woraufhin Karl Petersson die Geschäfte des Ministeriums übernahm.